# Danh sách tập phim Fairy Tail (mùa 2)
Đây là danh sách tập phim mùa 2 của đạo diễn Ishihira Shinji,sản xuất bởi A-1 Pictures và Satelight.
Mùa này bắt đầu phát sóng từ 11 tháng 10 năm 2010 đến 28 tháng 3 năm 2011 trên TV Tokyo

## Danh sách tập
| #  | Tựa đề | Ngày phát sóng gốc        | Ngày phát sóng tại Việt Nam |
| -- | --- | ------------------------- | --------------------------- |
| 49 | "Ngày của cuộc gặp gỡ định mệnh" "Unmei no Deai no Hi" (運命の出会いの日)                                                                  | ngày 11 tháng 10 năm 2010 | 8 tháng 10 năm 2015         |
| 50 | "Nhiệm vụ đặc biệt cẩn thận với những người mà bạn thích" "Tokubetsu Irai. Kini Naru Kare ni Chūi Seyo!" (特別依頼。気になる彼に注意せよ!) | ngày 18 tháng 10 năm 2010 | 12 tháng 10 năm 2015        |
| 51 | "Tình yêu và Lucky" "LOVE & LUCKY" | ngày 25 tháng 10 năm 2010 | 13 tháng 10 năm 2015        |
| 52 | "Liên minh Forest tập trung lại nào" "Rengōgun, Shūketsu!" (連合軍､ 集結!)                                                                 | ngày 1 tháng 11 năm 2010  | 14 tháng 10 năm 2015        |
| 53 | "Oracion Seis xuất hiện" "Orashion Seisu Arawaru!" (六魔将軍（オラシオンセイス）現る!)                                                     | ngày 8 tháng 11 năm 2010  | 15 tháng 10 năm 2015        |
| 54 | "Thiên không vu nữ Wendy" "Tenkū no Miko" (天空の巫女)                                                                                     | ngày 15 tháng 11 năm 2010 | 19 tháng 10 năm 2015        |
| 55 | "Cô gái và bóng ma" "Shōjo to Bōrei" (少女と亡霊)                                                                                          | ngày 22 tháng 11 năm 2010 | 20 tháng 10 năm 2015        |
| 56 | "Đường đua tử thần" "Deddo Guran Puri" (デッドGP（グランプリ）)                                                                            | ngày 29 tháng 11 năm 2010 | 21 tháng 10 năm 2015        |
| 57 | "Bóng tối" "Yami" (闇) | ngày 6 tháng 12 năm 2010  | 22 tháng 10 năm 2015        |
| 58 | "Tinh linh hợp chiến" "Seirei Gassen" (星霊合戦)                                                                                           | ngày 13 tháng 12 năm 2010 | 26 tháng 10 năm 2015        |
| 59 | "Hồi ức của Jellal" "Tsuioku no Jerāru" (追憶のジェラール)                                                                                 | ngày 20 tháng 12 năm 2010 | 27 tháng 10 năm 2015        |
| 60 | "Ranh giới của sự hủy diệt" "Hametsu no Kōshin" (破滅の行進)                                                                               | ngày 27 tháng 12 năm 2010 | 28 tháng 10 năm 2015        |
| 61 | "Natsu đấu với Cobra" "Chōkūchūsen! Natsu vs. Cobra" (超空中戦! ナツ vs. コブラ)                                                           | ngày 10 tháng 1 năm 2011  | 29 tháng 10 năm 2015        |
| 62 | "Jura vị thánh thứ 10" "Seiten no Jura" (聖十のジュラ)                                                                                     | ngày 17 tháng 1 năm 2011  | 2 tháng 11 năm 2015         |
| 63 | "Những lời em nói" "Kimi no Kotoba Koso" (君の言葉こそ)                                                                                    | ngày 24 tháng 1 năm 2011  | 3 tháng 11 năm 2015         |
| 64 | "Zero" (ゼロ) | ngày 31 tháng 1 năm 2011  | 4 tháng 11 năm 2015         |
| 65 | "Từ thiên mã tới chu tiên" "Tenma Kara Yōsei-tachi e" (天馬から妖精たちへ)                                                                 | ngày 7 tháng 2 năm 2011   | 5 tháng 11 năm 2015         |
| 66 | "Sức mạnh tư tưởng" "Omoi no Chikara" (想いの力)                                                                                           | ngày 14 tháng 2 năm 2011  | 9 tháng 11 năm 2015         |
| 67 | "Đã có em ở đây" "Watashi ga Tsuiteru" (私がついている)                                                                                    | ngày 21 tháng 2 năm 2011  | 10 tháng 11 năm 2015        |
| 68 | "Có một hội tồn tại vì một người" "Tatta Hitori no Tame no Girudo" (たった一人の為のギルド)                                                | ngày 28 tháng 2 năm 2011  | 11 tháng 11 năm 2015        |
| 69 | "Tiếng gọi của rồng" "Ryū no Izanai" (竜の誘い)                                                                                            | ngày 7 tháng 3 năm 2011   | 12 tháng 11 năm 2015        |
| 70 | "Natsu đấu với Gray" "Natsu vs. Gurei!!" (ナツ vs. グレイ!!)                                                                               | ngày 14 tháng 3 năm 2011  | 16 tháng 11 năm 2015        |
| 71 | "Tình bạn vượt qua cái chết" "Tomo wa Shikabane wo Koete" (友は屍を越えて)                                                                 | ngày 21 tháng 3 năm 2011  | 17 tháng 11 năm 2015        |
| 72 | "Ma đạo sĩ của Fairy Tail" "Fearī Teiru no Madōshi" (フェアリーテイルの魔導士)                                                             | ngày 28 tháng 3 năm 2011  | 18 tháng 11 năm 2015        |